# André Coupat
Pour les articles homonymes, voir Coupat.
André Coupat, né le 7 mai 1951, est un rameur d'aviron français.

## Biographie
André Coupat est ancien rameur français d'aviron : trois fois champion du Monde, quatre fois champion de France, une fois champion du Monde Junior, deux fois champion de France Junior et une fois champion de France Cadet. Par la suite il a été président de la Communauté de communes du Sud de la Côte chalonnaise (CCSCC) de 2008 à 2014. Il a été aussi élu municipal de Buxy de 2008 à 2014. Il a également été principal du collège La Varandaine à Buxy.

## Palmarès

### Championnats du monde
- Championnat du Monde Junior
  -  Médaille d'or en 1969[1]
- Championnats du Monde
  -  Médaille d'or en quatre de pointe sans barreur poids léger (avec André Picard, Michel Picard et Francis Pelegri) en 1975 (Nottingham), 1976 (Villach) et 1977 (Amsterdam)[1],[6],[7]

### Championnats de France
- Championnat de France Cadet
  -  Médaille d'or en 1967 avec André Picard[8]
- Championnat de France Junior
  -  Médaille d'or en 1968 et 1969 avec André Picard[8]
- Championnat de France
  -  Médaille d'or en 1970 (avec André Picard, Jacques Néri et Philippe Bizouard), 1975 (avec André Picard, Michel Picard et Jacques Néri) et 1976 (avec André Picard, Michel Picard et Vincent Bateau)[8]
  -  Médaille d'or en 1974 avec André Picard[8]